# Cincinnati Bengals 1981

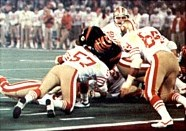
I Bengals contro i 49ers nel Super Bowl XVI

La stagione 1981 dei Cincinnati Bengals è stata la 12ª della franchigia nella National Football League, la 14ª complessiva. Cincinnati fu in testa (da sola o alla pari) alla propria division per tutta la stagione. Il 13 dicembre il quarterback Ken Anderson lanciò due passaggi da touchdown nella vittoria per 17–10 sui Pittsburgh Steelers che diede alla squadra la certezza della vittoria del titolo di division. Anderson chiuse la stagione guidando la NFL con un passer rating di 98,5.
Il 3 gennaio 1982 i Bengals batterono Buffalo 28–21 nel divisional round dei playoff. Una settimana dopo, nella loro prima finale della AFC, batterono San Diego al Riverfront Stadium con una temperatura di nove gradi sotto lo zero. Il 24 gennaio 1982 a Pontiac, Michigan, nel Super Bowl XVI, la squadra si trovò in svantaggio per 20-0 alla fine del primo tempo, finendo con l’essere sconfitta da San Francisco per 26-21.

## Roster
| Roster dei Cincinnati Bengals nel 1981 |
| --- |
| Quarterback - 14 Ken Anderson - 15 Turk Schonert - 12 Jack Thompson Running Back - 40 Charles Alexander - 45 Archie Griffin - 36 Jimmy Hargrove - 46 Pete Johnson FB - 20 Elvis Peacock Wide Receiver - 84 Don Bass - 80 Cris Collinsworth - 85 Isaac Curtis - 86 Steve Kreider - 81 David Verser Tight End - 83 M.L. Harris - 89 Dan Ross Offensive Linemen - 74 Glenn Bujnoch G - 58 Blair Bush C - 62 Dave Lapham G - 65 Max Montoya G - 60 Blake Moore C - 78 Anthony Muñoz T - 76 Brad Oates T - 68 Mike Obrovac T - 70 Bobby Whitten T - 77 Mike Wilson T Defensive Linemen - 79 Ross Browner DE - 67 Gary Burley DE - 73 Eddie Edwards DE - 71 Rod Horn NT - 72 Mike St. Clair DE - 75 Wilson Whitley DT Linebacker - 50 Glenn Cameron - 52 Tom Dinkel - 49 Guy Frazier - 53 Bo Harris - 55 Jim LeClair - 51 Rick Razzano - 59 Jeff Schuh - 57 Reggie Williams Defensive Back - 34 Louis Breeden CB - 47 Greg Bright S - 24 Clarence Chapman CB - 21 Oliver Davis CB - 42 Mike Fuller S - 44 Ray Griffin CB - 27 Bryan Hicks S - 26 Bobby Kemp S - 13 Ken Riley CB - 25 John Simmons CB Special Team - 10 Jim Breech K - 87 Pat McInally P |
| Legenda - I rookie sono in corsivo. - Il primo ruolo è il principale mentre gli eventuali successivi indicano i ruoli secondari. - (IR) sta per Injured Reserve ed indica la lista ristretta per un solo giocatore infortunato che può tornare ad allenarsi dopo la settimana 6 e a rientrare in prima squadra dopo che questa ha giocato 8 partite. - (NF-Inj.) / (NF-Ill.) stanno rispettivamente per Non-Football Injured e Non-Football Illness ed indicano le liste dove viene inserito un giocatore che ha un infortunio o una malattia non dipendente dal football americano. - (PUP) sta per Physically Unable to Perform ed indica la lista dove viene inserito un giocatore mentre è in attesa di recuperare la condizione fisica. Nella stagione regolare dopo la sesta partita giocata dalla propria squadra, il giocatore ha tempo tre settimane per riprendere ad allenarsi, più tre settimane aggiuntive dal suo rientro agli allenamenti per rientrare in prima squadra. |

## Calendario
| Stagione regolare |                   |                        |           |          |
| Turno             | Data              | Avversario             | Risultato | Pubblico |
| 1                 | 6 settembre 1981  | Seattle Seahawks       | V 27–21   | 41,177   |
| 2                 | 13 settembre 1981 | at New York Jets       | V 31–30   | 49,454   |
| 3                 | 20 settembre 1981 | Cleveland Browns       | S20–17    | 52,170   |
| 4                 | 27 settembre 1981 | Buffalo Bills          | V 27–24   | 46,418   |
| 5                 | 4 ottobre 1981    | at Houston Oilers      | S 17–10   | 44,350   |
| 6                 | 11 ottobre 1981   | at Baltimore Colts     | V 41–19   | 33,060   |
| 7                 | 18 ottobre 1981   | Pittsburgh Steelers    | V 34–7    | 57,090   |
| 8                 | 25 ottobre 1981   | at New Orleans Saints  | S 17–7    | 46,336   |
| 9                 | 1 novembre 1981   | Houston Oilers         | V 34–21   | 54,736   |
| 10                | 8 novembre 1981   | at San Diego Chargers  | V 40–17   | 51,259   |
| 11                | 15 novembre 1981  | Los Angeles Rams       | V 24–10   | 56,836   |
| 12                | 22 novembre 1981  | Denver Broncos         | V 38–21   | 57,207   |
| 13                | 29 novembre 1981  | at Cleveland Browns    | V 41–21   | 75,186   |
| 14                | 6 dicembre 1981   | San Francisco 49ers    | S 21–3    | 56,796   |
| 15                | 13 dicembre 1981  | at Pittsburgh Steelers | V 17–10   | 50,623   |
| 16                | 20 dicembre 1981  | at Atlanta Falcons     | V 30–28   | 35,972   |

Note
- Gli avversari della propria division sono in grassetto.

### Playoff
| Playoff          |                 |                     |           |          |
| Turno            | Data            | Avversario          | Risultato | Pubblico |
| Divisional       | 3 gennaio 1982  | Buffalo Bills       | V 28–21   | 55,420   |
| AFC Championship | 10 gennaio 1982 | San Diego Chargers  | V 27–7    | 46,302   |
| Super Bowl       | 24 gennaio 1982 | San Francisco 49ers | S 26–21   | 81,270   |

## Classifiche
| AFC Central Division  |    |    |   |      |     |      |     |     |     |
|                       | V  | S  | P | %    | DIV | CONF | PF  | PS  | STR |
| Cincinnati Bengals(1) | 12 | 4  | 0 | .750 | 4–2 | 10–2 | 421 | 304 | V2  |
| Pittsburgh Steelers   | 8  | 8  | 0 | .500 | 3–3 | 5–7  | 356 | 297 | S3  |
| Houston Oilers        | 7  | 9  | 0 | .438 | 4–2 | 6–6  | 281 | 355 | V1  |
| Cleveland Browns      | 5  | 11 | 0 | .313 | 1–5 | 2–10 | 276 | 375 | S5  |